# Embrun
Embrun é uma cidade na região de Ontário de Canadá. A cidade tem uma população de 6.770. A cidade é Ottawa próxima, o capital de Canadá.
A maioria dos povos que vivem em Embrun falam o francês, embora alguns povos em Embrun falem o inglês.